# Mandora (cráter)
Mandora es un cráter de impacto de grandes proporciones del planeta Marte situado al este del cráter Tibrikot, a 12.3° norte y 53.7º oeste. El impacto causó un boquete de 57 kilómetros de diámetro. El nombre fue aprobado en 1988 por la Unión Astronómica Internacional, haciendo referencia a la ciudad homónima de Australia.